# Shan Foster
Shan Donte Foster (Kenner, 20 agosto 1986) è un ex cestista statunitense, professionista nella NBDL e in Europa.

## Carriera
È stato selezionato dai Dallas Mavericks al secondo giro del Draft NBA 2008 (51ª scelta assoluta).
Con gli Stati Uniti ha disputato i Giochi panamericani di Rio de Janeiro 2007.

## Palmarès
- NCAA AP All-America Second Team (2008)